# جامعة يونسي
جامعة يونسي (هانغل: 연세대학교) هي جامعة خاصة في كوريا الجنوبية تأسست سنة 1885.

## إحصائيات
يبلغ عدد طلاب الجامعة 30316 طالب، منهم 11229 طالب دراسات عليا.

## وصلات خارجية
- الموقع%20الرسمي